# Noitalinna huraa!
 (janvier 2015).
 (janvier 2019).
Si vous disposez d'ouvrages ou d'articles de référence ou si vous connaissez des sites web de qualité traitant du thème abordé ici, merci de compléter l'article en donnant les références utiles à sa vérifiabilité et en les liant à la section « Notes et références ».
Noitalinna huraa! est un groupe de pop finlandaise. Un de leurs singles, Pikkuveli (« petit frère ») a été également repris par PMMP.

## Membres
- Reijo Kärhä
- Sari Peltoniemi
- Hannu Sepponen
- Antti Tammela

## Discographie
Albums
- Hulalalaa LP (Pygmi PYG-001/003, 1986)
- Kalan silmä LP (Megamania MGM 2014, 1988)
- Varjotarha LP (Megamania MGM 2022, 1989)
- Kolinaa LP (Megamania MGM 2038, 1991)
- Riittäähän noita linnassa compilation CD (Megamania MGM 1000 120862, 1997)

Singles
- Toinen luokka / Huvikumpu 7" (Kaiku-Levyt KAI-001, 1985)
- Järvellä / Otso karvalaulu 7" (Pygmi KAI-002, 1986)
- Pikkuveli / Rautasaapas 7" (Megamania MGS 126, 1988)
- Pienessä huoneessa / valopaikka 7" (Megamania MGS 142, 1988)
- Puujalkaiset / Kanan lento 7" (Megamania MGS 150, 1989)
- Taikaturbaani / Viimeinen luukku 7" (Megamania MGS 157, 1989)
- Keinu / Riemua kirkonkylällä 7" (Megamania MGS 168, 1990)
- Variksenpelätin / Rastasfaari 7" (Megamania MGS 187, 1992)